# 厦门绿发新时代广场
廈門綠發國際中心，原名廈門郵電大廈、廈門國際中心、廈門綠發新時代廣場，目前是廈門市和福建省的最高建築物，其A塔高339.88米，與廈門島內最高峯雲頂巖（339.6米）幾乎等高，將設有甲級寫字樓及位於307.7米高位置的觀景臺，2025年5月20日，完成項目竣工驗收工作；而在這重新設計的方案中，亦將加入一幢高196米的B塔，已於2014年動工，並於2017年3月開挖基坑，並訂於2025年7月完工。項目引入麗思卡爾頓酒店，配以萬豪行政公寓。

## 前身
此廈前身為中國郵電發展之廈門郵電大廈，早於1996年動工，並於1997年通過由SOM建築設計事務所之Adrian Smith（已拆夥）設計之最終方案（地上66層及地下3層，高249.7米，連天線共363.6米，主要用作辦公室）。但後來中國推行「郵電分家」，此項目在落入中國郵政手上後，因為資金不足，最終在2003年建成群樓後停工。

## 復工
在停工7年後，中國郵政於2010年以20億元人民幣價格，將此項目售予福建商人李榕新旗下永榕電力集團，並於2013年重新動工。其中，A塔已於2016年4月實施結構封頂，並於同年年中整體封頂。而在A塔將於2017年9月啟用之際，B塔及群樓工程接力開展大規模工，其中拆卸重建原有8層高A塔工程已於2017年中展開，而B塔亦已在2017年3月開挖基坑。

## 拍賣
2020年10月21日，主樓及副塔樓網上公開拍賣，吸引3萬6千多人圍觀，最後因無人報名而流拍。2020年11月11日，以6折標價第二度網上拍賣，中國綠發CGDG以29.12億元競得該項目，創下福建最貴法拍房成交紀錄。2020年12月2日，交接儀式。2023年1月11日，開工儀式。2023年6月26日，B地块开始主体施工。2025年5月20日，厦门绿发国际中心A地块已完成项目竣工验收工作。